# Florence Everilda Goodeve
Florence Everilda Goodeve (24 mai 1848 — 15 janvier 1916) est une compositrice et écrivaine anglaise, souvent connue sous le nom de Mme Arthur Goodeve,.

## Biographie
Florence Everilda Knowlys nait le 24 mai 1848 à Heysham, Lancashire,. Son père Thomas John Knowlys (1803-1869),, et sa mère Anna Maria Martha née Hesketh (1809–1886) se sont mariés en septembre 1828 et ont construit un grand bâtiment appelé Heysham Tower, aujourd'hui le site de l'Hôtel Midland (en). Son père est le neveu de Newman Knowlys (en) et sa mère la sœur de Peter Hesketh-Fleetwood (en),. Elle est la plus jeune des quatre fils et six filles de la famille,.
Elle épouse Louis Arthur Goodeve (1841–1888) le 23 novembre 1869 dans l'église Christ Church (Clifton Down) (en) avec « un simple voile de tulle », assistée de dix-sept demoiselles d'honneur. Elle accompagne ensuite son mari à Calcutta où il est avocat à Haute Cour (en). Ils ont eu cinq enfants.
Florence meurt le 15 janvier 1916 à Londres.

## Œuvres
Florence a un talent musical précoce et à l'âge de quatorze ans elle compose Glockenspiel Galop, sa seule pièce pour piano, que Virginia Gabriel la persuade de publier. Elle publiera environ soixante-dix chansons. Certains de ses plus populaires sont Ah, Well-a-Day, The Jovial Beggar et Fiddle and I.
En plus d'être musicienne Goodeve était une peintre amateur et a également contribué à plusieurs magazines.
- Glockenspiel Galop, pour piano
- Ah, Well-a-Day
- The Jovial Beggar
- Fiddle and I
- Song of the Rivers
- In the Silver Years
- I Would Not Love You Less
- Row, Row
- If You Must Love Me
- The King's Wooing, pour baryton, écrite pour Robert Watkin-Mills (en)